# Juan Nepomuceno Solá
El presbítero Juan Nepomuceno Solá fue un religioso argentino. Durante la Revolución de Mayo de 1810 apoyó la formación de una Junta Provisoria de gobierno similar a las establecidas en España e integró la primera de las nombradas por el Cabildo de Buenos Aires.

## Biografía
Juan Nepomuceno Solá nació en la ciudad de Buenos Aires el 1 de marzo de 1751, hijo de Miguel de Solá y de Medinaceli, caballero español nativo de Vizcaya que a principios del siglo XVIII se radicó en esta ciudad donde fue Regidor del Cabildo de Buenos Aires, y de Juana de Indá y Tirado.
Desde muy joven sintió vocación religiosa por lo que después de iniciar sus estudios en Buenos Aires pasó a la Universidad Mayor Real y Pontificia San Francisco Xavier de Chuquisaca donde el 12 de febrero de 1774 se graduó de doctor en teología.
Fue ordenado presbítero el 19 de marzo de ese año y de regreso en Buenos Aires en 1776 fue nombrado por el obispo Manuel Azamor y Ramírez provisor y vicario general del obispado y párroco interino de la iglesia de San Nicolás de Bari.
En 1791 pasó a la parroquia de Monserrat interinamente hasta obtener por concurso la propiedad del mencionado curato en 1797. En ese carácter concurrió al cabildo abierto del 22 de mayo de 1810 donde votó para que se subrogase el mando en el Cabildo con voto decisivo del síndico procurador general, esto provisoriamente hasta la creación de una Junta Gubernativa con llamamiento de todos los diputados del Virreinato del Río de la Plata.

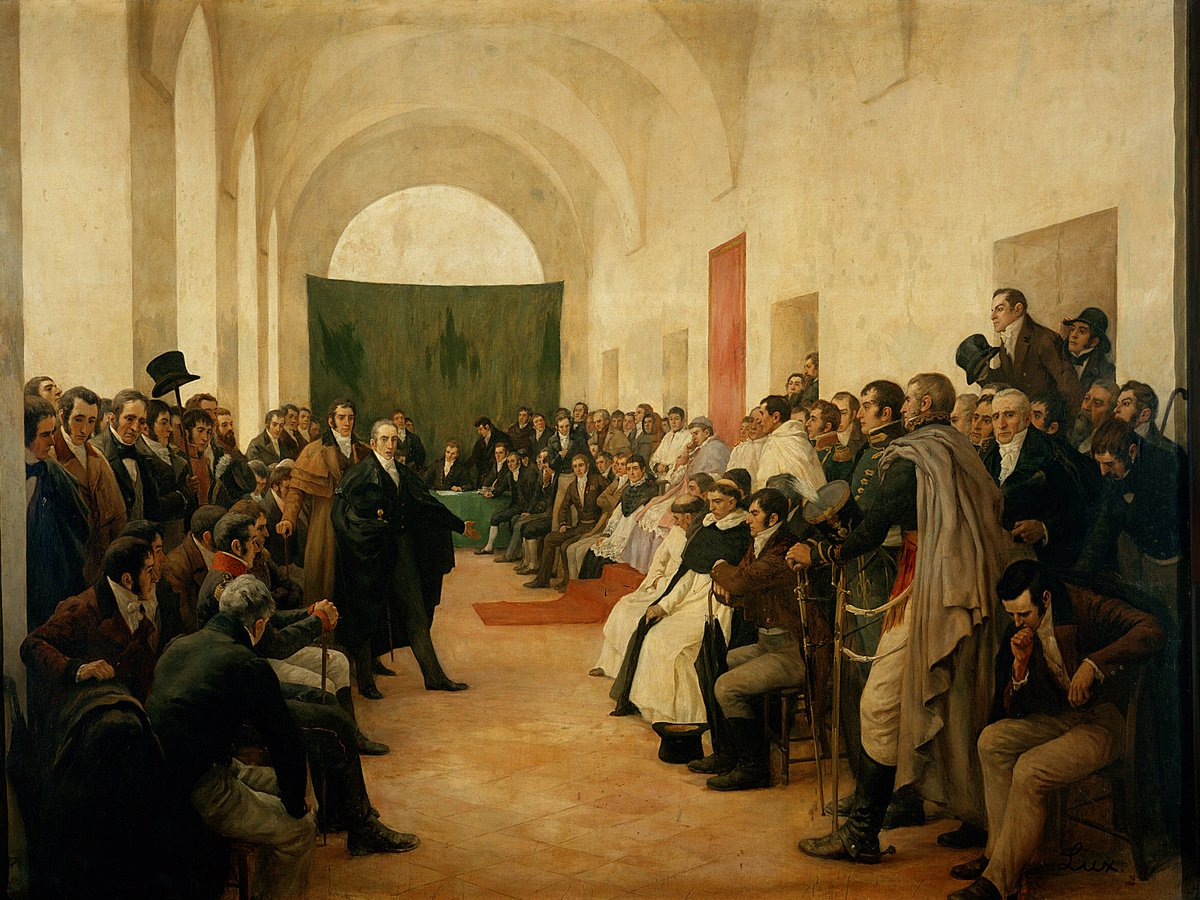
Cabildo abierto del 22 de mayo.

Al pronunciarse la mayoría por el reemplazo del Virrey Baltasar Hidalgo de Cisneros, el ayuntamiento manejado por el síndico Julián de Leiva  creó una Junta encabezada por Cisneros acompañado por cuatro personas representativas: un militar, Cornelio Saavedra, un abogado Juan José Castelli, ambos del partido patriota, un comerciante del partido de Álzaga, José Santos Incháurregui y un religioso, Solá, tres criollos y un peninsular.
El gobierno, con propiedad la primera Junta, juró el 24 de mayo pero su instalación generó una fuerte reacción en el partido criollo al mantenerse Cisneros al mando político y, principalmente, militar. Viéndose obligados a renunciar por la falta de apoyo de las unidades militares, el cabildo constituyó una nueva Junta Provisoria de gobierno, la "Primera Junta", primera encabezada por un criollo.
Solá siguió desempeñándose en Monserrat sin ser molestado por las autoridades de la Revolución de Mayo. En 1816 el gobierno conociendo su caridad lo nombró en una comisión para recolectar fondos para los inundados en Barracas y Rojas.
Después de una corta enfermedad murió en Buenos Aires el 19 de diciembre de 1819 a los 68 años.
En sus exequias realizadas en la Catedral Metropolitana de Buenos Aires el doctor Julián Segundo de Agüero pronunció una oración fúnebre que fue considerada un modelo en el género.
En La Lira Argentina se publicaron unos sonetos que lo retratan como de carácter suave, dulce, amable, condescendiente, cándido e inocente. Su retrato se encuentra en el despacho parroquial de la Iglesia de Monserrat